# 艾蘭帕克 (紐約州拿騷縣)
艾蘭帕克（英語：Island Park）是位於美國紐約州拿騷縣的村。

## 人口
根據2020年美國人口普查的數據，艾蘭帕克的面積為1.15平方千米，皆為陸地。當地共有人口4928人，而人口密度為每平方千米4,285人。